# Julien-François-René Martin
Julien-François-René Martin, francoski general, * 1881, † 1973.